# Штарркирх-Виль
Штарркирх-Виль (нем. Starrkirch-Wil) — коммуна в Швейцарии, в кантоне Золотурн. 
Входит в состав округа Ольтен. Население составляет 1607 человек (на 31 декабря 2007 года). Официальный код — 2584.

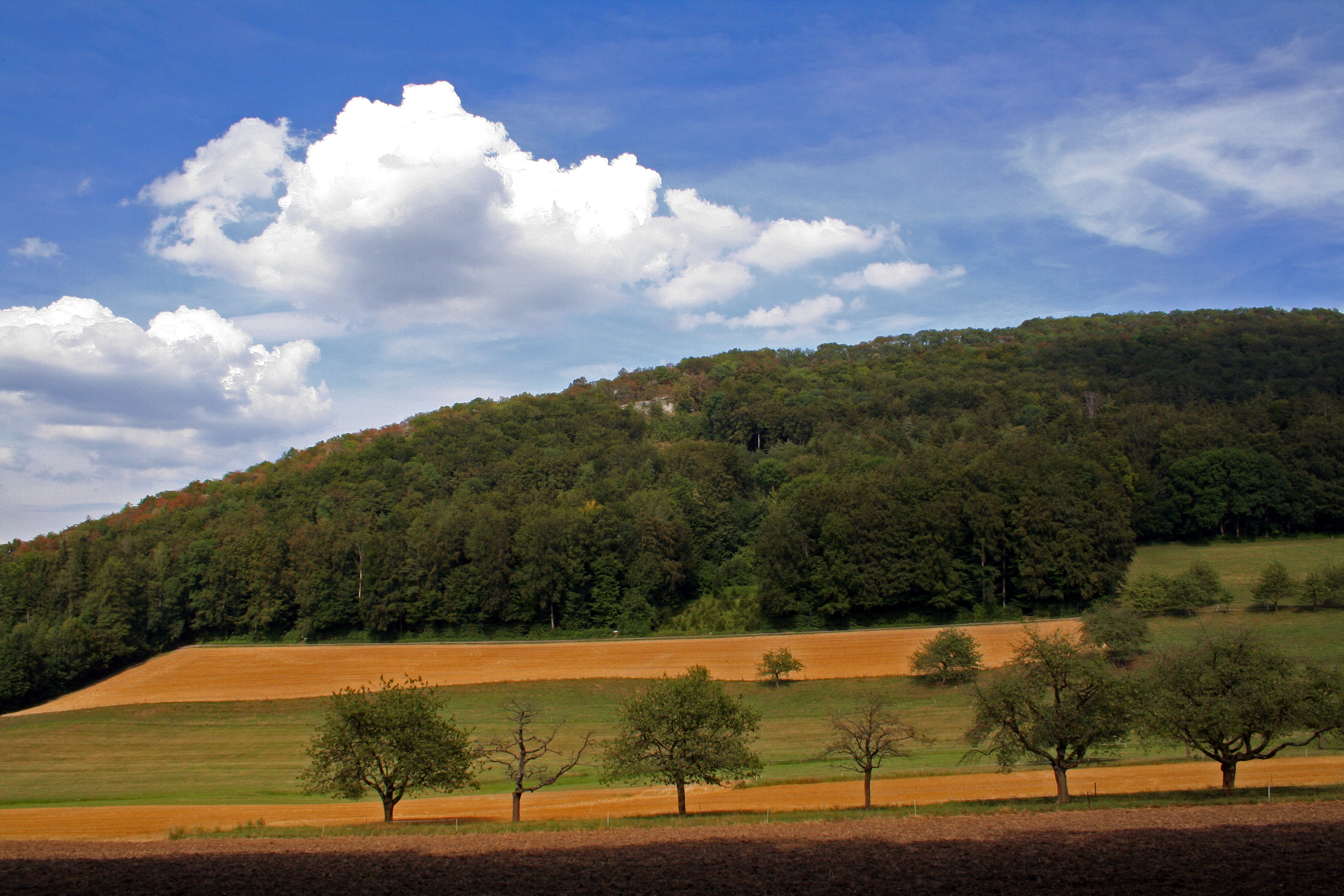
Штарркирх-Виль

## Ссылки

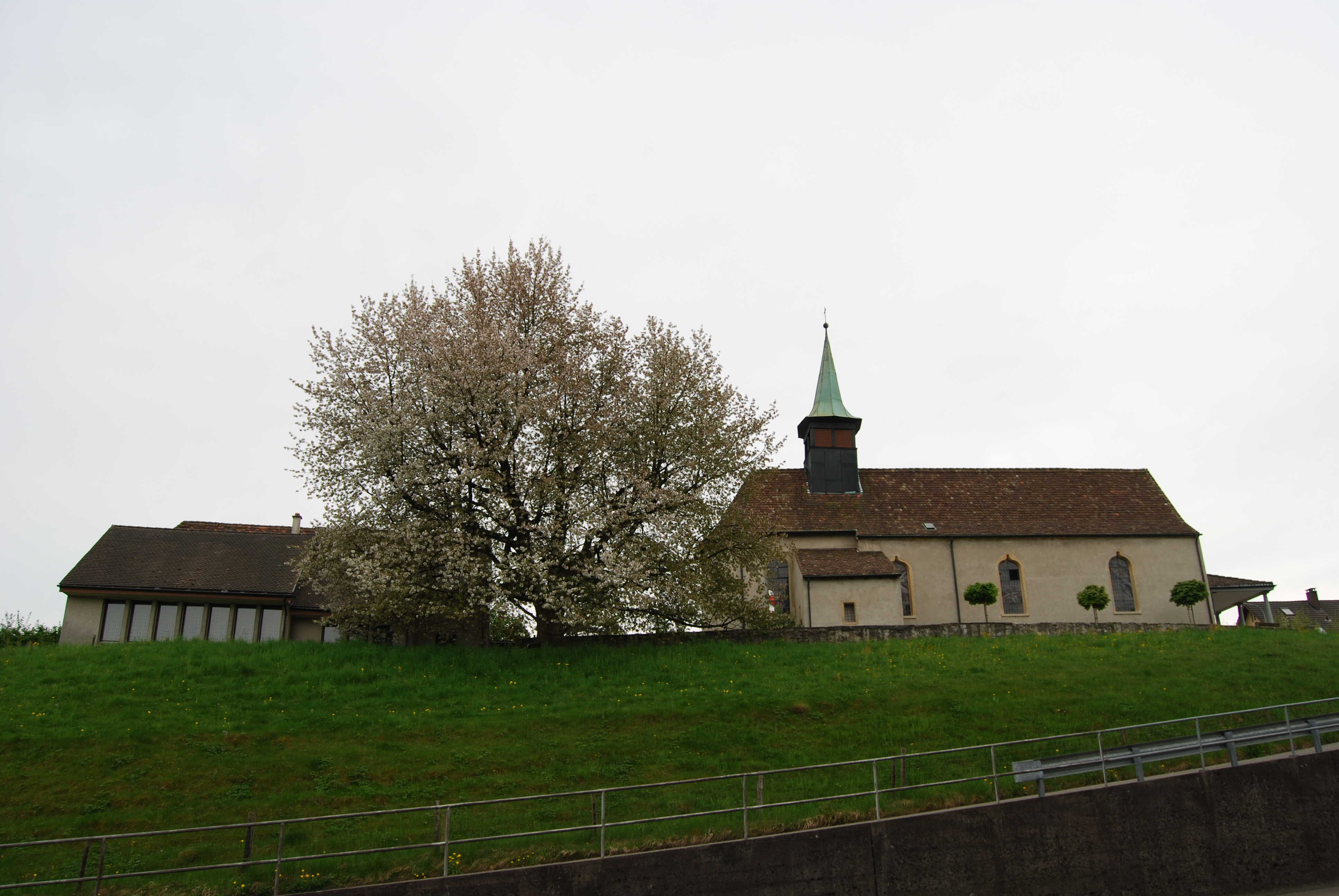
Штарркирх-Виль